# Sten-Crister Forsberg
Sten-Crister Forsberg född 4 mars 1945, död 6 november 2007, var VD hos Destination Gotland under 2000-2007, innan dess arbetade han hos  Salénrederierna och Nordström & Thulin AB.
Han var utbildad civilingenjör i skeppsbyggnad vid Chalmers tekniska högskola i Göteborg och hade även arbetat hos Cityvarvet i Göteborg.